# Scaled Composites Virgin Atlantic GlobalFlyer
Lo Scaled Composites Model 311 Virgin Atlantic GlobalFlyer (registrato con sigla N277SF) è un aereo progettato da Burt Rutan col quale Steve Fossett volò nel primo volo non stop in solitario e senza rifornimenti attorno al mondo.
Il volo fu effettuato in un tempo di 67 ore ed un minuto, con partenza il 28 febbraio 2005.
La velocità media fu di 590 km/h; il volo infranse ogni precedente record per il più veloce volo di circumnavigazione del pianeta senza scalo, il primo in solitario.
In precedenza il record era detenuto da un altro aereo progettato da Burt Rutan, il Rutan Voyager, con il tempo di nove giorni e circa 3 minuti, ed una velocità media di 186,11 km/h, con due piloti.
L'aereo fu condotto in solitario da Steve Fossett, economicamente supportato dalla compagnia aerea Virgin Atlantic del suo amico Richard Branson.
La costruzione fu eseguita dalla società dello stesso Burt Rutan, la Scaled Composites. L'iniziativa era stata dichiarata come attività congiunta con la Virgin Galactic.
Tra l'8 febbraio e l'11 febbraio 2006 il GlobalFlyer fu condotto da Fosset nel più lungo volo aereo della storia: 41.467 km.

## Costruzione
Il GlobalFlyer è il primo aereo con propulsione jet specificatamente progettato e costruito per il record di circumnavigazione del globo.
Il velivolo ha un singolo motore a turbogetto a flusso incrementato (turbofan).
La forma dell'aereo è convenzionale (ali anteriori e piani di governo posteriori) con due fusoliere, ed una navicella centrale sulla quale è sovrapposto a sbalzo il motore.
La capsula pressurizzata per il pilota è nella parte sporgente anteriore della navicella, ed alloggia in due metri e dieci centimetri di spazio, il pilota in posizione seduta e le sue dotazioni.
Come sempre le fusoliere contengono carburante, oltre che alloggiare gli impennaggi ed i meccanismi di controllo del volo, le code delle fusoliere non sono interconnesse.
La struttura dell'aereo è costruita in fibra di carbonio composita, (matrice di carbonio con interposizione di materiale epossidico).
Poiché la parte di maggior dimensione è il corpo monolitico delle ali (35 metri di apertura alare), queste sono costituite in materiale composito differenziato, con la superficie in materiale grafite-epossidico, e l'interno in struttura alveolare aramidica.
L'uso di materiali molto leggeri permette al carburante, distribuito in molti comparti separati, di costituire l'83% del peso dell'aereo in assetto di decollo.
È stato molto curato il rapporto “sollevamento su spinta” (L/D) tale da raggiungere valori paragonabili con il volo a vela (aliante).
È stato stimato un valore L/D di 37.. Il perfezionamento del valore che quantifica il sostegno in volo delle superfici plananti determina un valore di discesa a motore spento non superiore ai 200 m a minuto. Per diminuire la velocità di planata verso i limiti di portanza, al momento dell'atterraggio, sono stati usati dei piccoli paracadute di frenata.
Nonostante che le superfici portanti fossero di tipo per il volo a vela, la struttura dovette essere rinforzata ed irrigidita per supportare la spinta del motore a turbogetto, d'altra parte lo scopo della spinta era quello di generare una elevata velocità di crociera, avendo come conseguenza sollecitazioni e vibrazioni ben al di sopra di quelle di un comune aliante.
Il GlobalFlyer è progettato per operare ad alta quota e quindi a temperatura molto bassa.
Per economia di peso non fu previsto alcun sistema di preriscaldo del carburante, e peraltro fu preferito un motore di serie noto e collaudato, un turbofan Williams International FJ44-3 ATW, che normalmente funziona con il normale carburante Jet-A, il motore fu quindi ricalibrato per funzionare con il carburante JP-4, che ha un punto di congelamento notevolmente più basso del Jet-A.

## Il primo volo di circumnavigazione senza scalo
Successivamente a voli di prova a Mojave con l'ingegnere Jon Karkow e Steve Fossett, Fossett trasferì il GlobalFlyer a Salina, Kansas, nel gennaio del 2005 dove era stata ripristinata una pista di 12,300 piedi (3750 m) che poteva essere adatta per il “decollo lungo", necessario per l'aereo.
Il decollo fu rimandato fino al 28 febbraio del 2005 per avere favorevoli condizioni di bassa turbolenza, e condizioni di vento favorevoli.
Fu istituito un “Centro di Controllo Missione” nell'adiacente campus della Kansas State University.
Le condizioni di vento favorevoli (non avere il vento contrario) è condizione non trascurabile per poter percorrere i 36.787 chilometri e 559 metri (la lunghezza geografica del tropico del Cancro) fissati dalla Federazione Aeronautica Internazionale (FAI) affinché il volo possa essere definito “circumnavigazione del globo”, avendo riserve di carburante minime.
Il Virgin Atlantic GlobalFlyer partì il 28 febbraio ed atterrò a Salina il 3 marzo 2005, avendo completato la circumnavigazione in 2 giorni 19 ore, 1 minuto e 46 secondi. La distanza coperta fu determinata in 36.912 km, solo 125 km oltre la minima richiesta.

## Il volo record per distanza coperta
|  |

Steve Fossett pianificò una seconda circumnavigazione col GlobalFlyer, questa volta decollando dal Kennedy Space Center in Florida, volando verso est attorno al mondo quindi, riattraversando l'Atlantico, atterrare al Kent International Airport in Kent, Inghilterra.
L'obiettivo era quello di infrangere il record della “Distanza assoluta coperta da un volo senza scalo con qualunque tipo di aeromobile”, superando il record raggiunto da Bertrand Piccard e Brian Jones con il loro volo in pallone aerostatico del 1999.
L'8 febbraio 2006 decollò dal Kennedy Space Center e volò verso est; dopo un volo di 76 ore e 45 minuti fu certificata una distanza ufficiale percorsa di 41.467 chilometri, superando il record di 40.212 km con aereo, ed i 40814 in pallone.
L'atterraggio fu drammatico e quasi a cieco, per il danneggiamento del sistema di generazione che alimentava la strumentazione, e per la formazione di ghiaccio sulle superfici trasparenti della capsula, le ruote del carrello furono bloccate dal ghiaccio formato ad alta quota, una era sgonfia, quindi al contatto con la pista esplosero per l'attrito, il carburante rimasto era meno di 100 chili.
I danni all'aeromobile comunque furono, nel complesso, modesti.

## Record di distanza su circuito chiuso

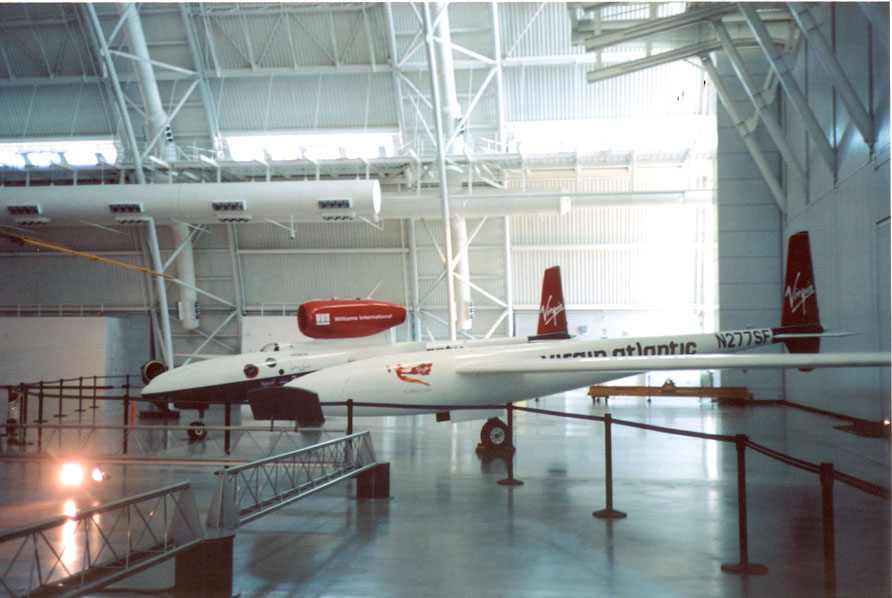
Il GlobalFlyer allo Smithsonian Institution National Air and Space Museum Udvar-Hazy Center

Steve Fossett condusse il GlobalFlyer ad altri record: il “Absolute Distance Over a Closed Circuit”. Il record a Circuito Chiuso impone la partenza e l'arrivo nello stesso punto ma è necessario il transito in punti di controllo concordati, e la distanza è computata tra tali punti.
Fosset partì da Salina, Kansas, il 14 marzo del 2006 e volò verso est, dopo aver volato su Africa, Asia e Giappone si spostò verso Sud attraversando in diagonale l'Oceano Pacifico fino all'equatore per aumentare il percorso.
Ritornò a Salina il 17 marzo 2006 dopo un percorso di 40.707 chilometri aggiudicandosi il record di percorso su circuito chiuso.
Il GlobalFlyer è esposto allo Smithsonian Institution National Air and Space Museum Steven F. Udvar-Hazy Center.